# Порт яхт-клуба «Калев»
Порт яхтклу́ба «Ка́лев» (эст. Kalevi Jahtklubi sadam, код: EEKJK) — малый яхтенный порт в Таллине, Эстония. Расположен у побережья Финского залива, на левом берегу устья реки Пирита. Максимальная длина судна — до 24 метров, максимальная осадка — 3 метра. Официальный адрес: Таллин, ул. Пирита, 17.

## История порта
Устье реки Пирита уже в древние времена использовалось как пристань для лодок и гавань. Первой организацией типа яхт-клуба здесь был основанный в 1820 году «Орден смелых мореходов». Во времена Эстонской ССР в устье реки располагались основанный 8 февраля 1948 года  яхт-клуб «Калев», Экспериментальная верфь спортивного судостроения и яхт-клуб ВМФ СССР. В 1949 году в устье реки Пирита по проекту Пеэтера Тарваса было построено главное здание яхт-клуба «Калев».  Двухэтажное здание с башней представляет собой хорошо сохранившийся образец послевоенного деревянного зодчества в стиле функционализма. Оно практически полностью сохранилось как по внешнему виду, так и по объёму и является один из самых работ Пеэтера Тарваса. В 2008 году здание было внесено в Государственный регистр памятников культуры Эстонии как памятник архитектуры.
К Летним Олимпийским играм 1980 года, в связи с организацией в Таллине Олимпийской парусной регаты, в 1975–1980 годах в устье реки Пирита был построен Олимпийский центр парусного спорта. Яхт-клуб «Калев» — один из старейших и крупнейших в Эстонии яхт-клубов — продолжает и развивает на его бывшей территории свою деятельность; число его членов по состоянию на 31 декабря 2023 года — 755.
Весной 2024 года было завершено строительство нового портового здания яхт-клуба «Калев». Для участия в архитектурном конкурсе на проект нового здания были приглашены 5 архитектурных бюро, во всех из которых работают яхтсмены и члены яхт-клуба «Калев». Победителем стал проект под названием «Комплекс», автор — архитектор и яхтсмен Юлар Марк (Ülar Mark), архитектурное бюро «Mark». В двухэтажном комплексе разместились контора клуба, эллинги, мастерская, склад снаряжения, учебный класс, офисное и торговое помещения, маленькое летнее кафе, раздевалки, туалетные и душевые комнаты, есть открытая терраса и зелёная площадка.

## Описание порта
Порт предоставляет возможность швартовки, хранения и ремонта килевым яхтам и швертботам. Навигационный период — с 1 мая по 31 октября. Оператором порта является основанное в 1994 году недоходное общество Kalevi Jahtklubi MTÜ (Яхт-клуб «Калев»). Основной деятельностью общества является предоставление портовых услуг и других услуг, связанных с парусным спортом, членам яхт-клуба «Калев» и его гостям, а также организация работы детской парусной школы. Оповещения о входе и выходе: 11 канал УКВ, позывной сигнал Kalev Marina. Территория порта — 17 173,06 м², площадь акватории — 17 310 м².
Порт имеет 7 причалов, все — плавучие. Число причальных мест —  185.

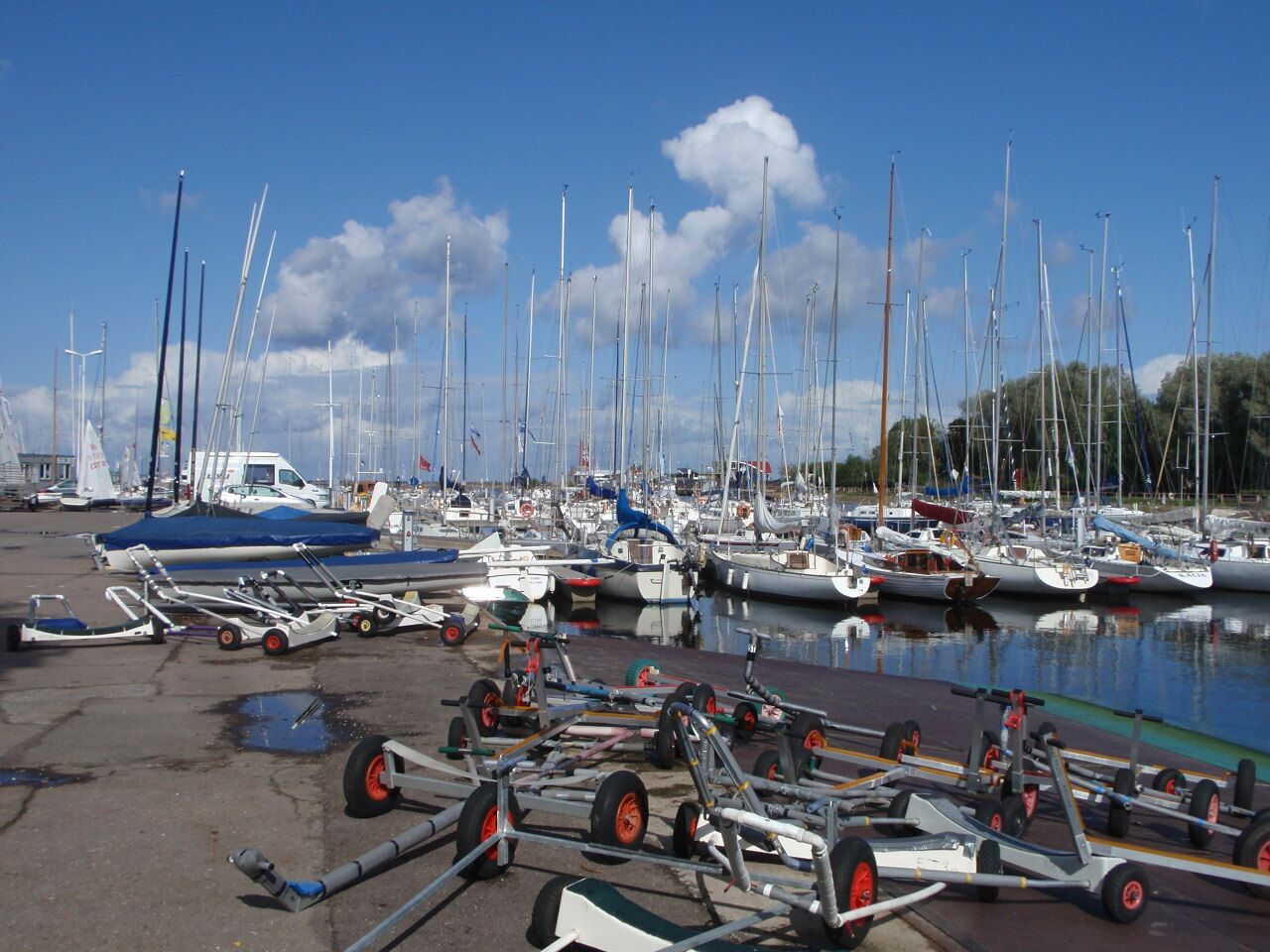
Порт яхтклуба «Калев» летом 2010 года

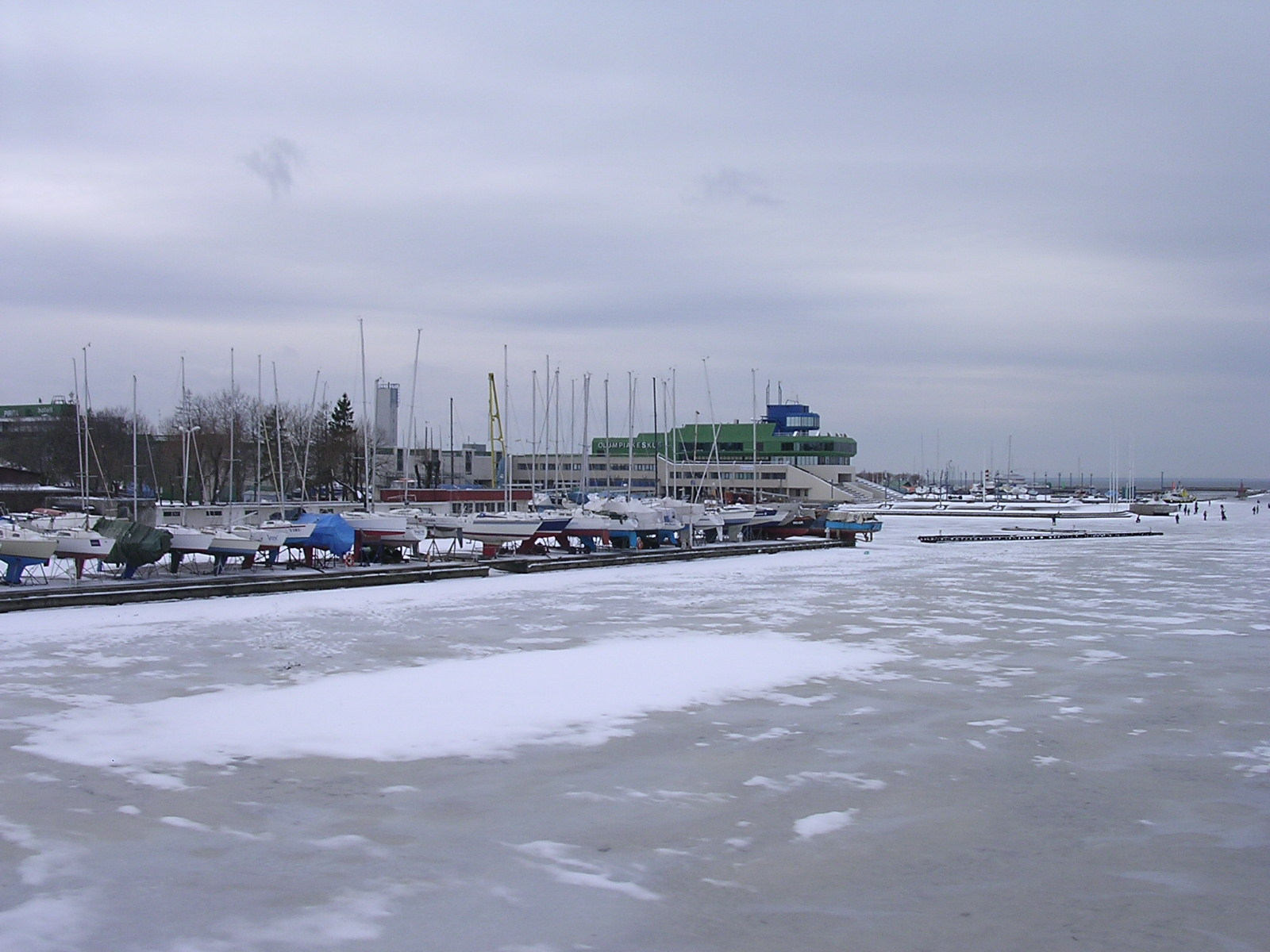
Порт яхтклуба «Калев» в марте 2014 года

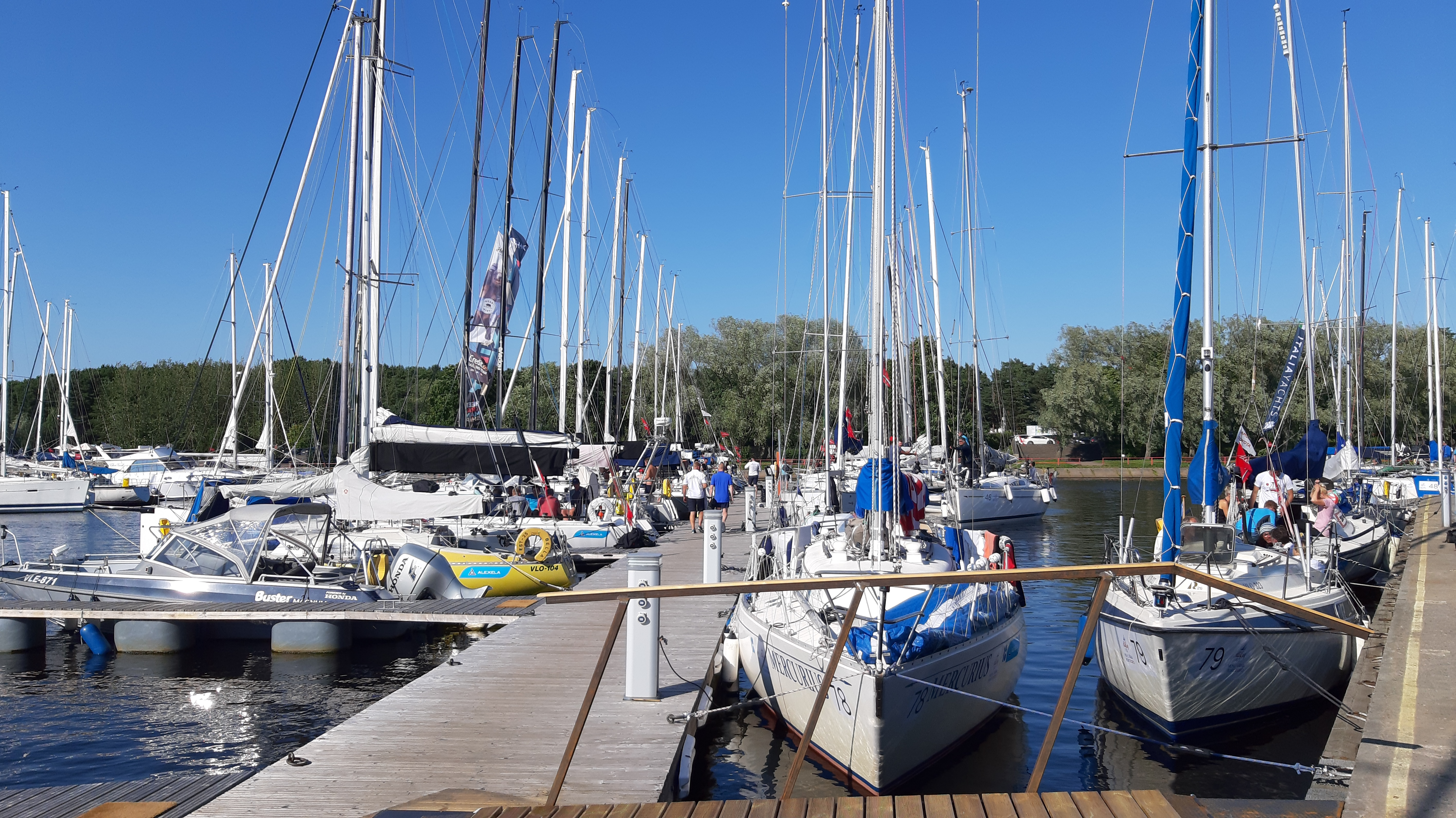
Причалы порта яхтклуба «Калев», 2020 год

Технические данные порта согласно Регистру портов Эстонии:
- общий тоннаж судна — до 500 тонн;
- наибольшая длина судна — 24 м;
- наибольшая ширина судна — 5 м;
- наибольшая осадка судна — 3 м;
- наименьшая ширина судового хода — 10 м;
- наименьшая глубина судового хода — 2,8 м.

| Наименование причала  | Тип причала | Глубина у причала, м | Длина причала, м |
| --------------------- | ----------- | -------------------- | ---------------- |
| A плавучий, отстойный | плавучий    | 2,0                  | 72               |
| B плавучий, отстойный | плавучий    | 2,9                  | 120              |
| C плавучий, отстойный | плавучий    | 3,1                  | 78               |
| D, отстойный          | плавучий    | 3,7                  | 30               |
| E плавучий, отстойный | плавучий    | 3,6                  | 30               |
| F плавучий, отстойный | плавучий    | 3,6                  | 30               |
| G плавучий, отстойный | плавучий    | 3,6                  | 24               |

Предоставляемые портом услуги:
- электричество,
- душ,
- прачечная,
- слип,
- малый ремонт,
- приём мусора,
- водолаз,
- услуги подъёмного крана,
- зимнее хранение судов (только для членов яхт-клуба «Калев»),
- автомобильная парковка,
- Wi-Fi,
- ресторан,
- кафе (в летний период).